# Сметна палата
Вижте пояснителната страница за други значения на Сметна палата.
Сметната палата е независим държавен орган за външен одит върху публичните финанси и изпълнението на държавния бюджет. Другото популярно име на сметните палати е върховна одитна институция (ВОИ).

## Статут
При осъществяването на външен одит върху предприятията с публични финанси ВОИ на страните имат или се ползват с различен статут. В света са се утвърдили исторически 2 типа сметни палати, които условно могат да се поделят на парламентарни и такива със съдебни функции или латински тип. Има и ВОИ със смесени правомощия между тези основни типове. Водеща от първия тип е Сметната палата на Великобритания, а от втория - Сметната палата на Франция, създадена от Наполеон Бонапарт. По принцип възникването, изграждането и развитието на сметните палати следва като управленска философия двата основни вида правни системи - континенталната и тази на общото право. Европейската сметна палата е наднационален орган за финансов контрол по изпълнението на бюджета на ЕС и същевременно е 1 от 5-те институции на ЕС.

## Типовe
Съществуват 2 типа сметни палати – със съдебни или несъдебни функции При първите – от чисто парламентарен тип, са сметните палати на Великобритания, Ирландия, Швеция, Дания, Финландия, Австрия, Унгария, Словакия, Словения, Естония, Литва, САЩ, а от вторите – латински тип, разполагащи с независима прокуратура и съд в рамките на институцията, са Франция, Италия, Испания, Португалия, Румъния, Гърция, Турция, страните от Латинска Америка и др..
Съществуват и „смесени типове“ сметни палати като правомощия при осъществяването на външен одит върху предприятията, осъществявани с публични финанси.  Сметните палати на Федерална република Германия и Руската федерация са от смесен тип. Федералната сметна палата на Германия не е със съдебни функции понеже 1 от общо 5-те върховни съдилища на страната е Федералният финансов съд в Мюнхен. По времето на Третия райх Имперската сметна палата се е ползвала с доста по-разширени правомощия от Федералната днес. Сметната палата на Руската федерация е сред най-важните държавни органи на страната и от 2000 г. се оглавява от бившия премиер, бивш министър на правосъдието и на вътрешните работи и бивш ръководител на Федералната служба за сигурност Сергей Степашин.
Одитиращите органи със съдебни функции са де факто съдилища, които одитират (напр. Белгия, Франция, Словения), а другия тип одитиращи институции имат по-скоро информационно-консултантски функции (напр. Великобритания, САЩ). Съществуват и „смесени типове“ сметни палати като правомощия за/при осъществяването на външен одит върху предприятията осъществявани с публични финанси със засилени правомощия, примерно да налагат различни видове юридическа отговорност - административнонаказателна, дисциплинарна или деликтна отговорност, включително за неоснователно обогатяване на длъжностни лица.
Българската сметна палата, възстановена през 1996 г., има съдебни функции, въпреки че Върховната сметна палата до 1947 г. е нямала такива. Сметните палати са позиционирани извън 3-те власти – законодателна, изпълнителна и съдебна.